# Oxford University Press
Oxford University Press este cea mai mare editură universitară din lume. Este un departament al Universității Oxford și are în frunte un grup de 15 cadre universitare, numite de vicecancelar. Acești delegați sunt conduși de către un secretar, care este managerul editurii și reprezentantul ei în relațiile cu alte corpuri universitare. Oxford University Press a menținut o formă de organizare asemănătoare cu cea actuală din secolul al XVII-lea.

## Istorie
Universitatea Oxford s-a implicat pentru prima dată în industria tipografică în anul 1478, având să tipărească în perioada următoare preponderent Biblii, cărți religioase și lucrări academice. Robert Dudley, cancelarul Universității Oxford petiționează în 1584 recunoașterea regală a tiparniței. Urmând conferirii acesteia, Joseph Barnes este din 1586 primul tipograf oficial al editurii. În 1638, Carol I acordă editurii dreptul de a tipări orice fel de carte. 
În 1896, Oxford University Press deschide un birou în Statele Unite ale Americii. De-a lungul secolului al XX-lea a fost diversificată oferta editorială, tipărindu-se, printre altele, și cărți de copii și manuale școlare. În timpul celui de-al Doilea Război Mondial, Oxford University Press participă la efortul de război prin tipărirea cărților de coduri ale Aliaților. Datorită condițiilor economice defavorabile și a apariției tehnoredactării computerizate, editura și-a închis în anul 1989 propria tipografie, în 2004 fiind demolată fosta fabrică de hârtie din Wolvercote. În anul 2000 a fost lansat Oxford English Dictionary Online, editura punând astfel publicația de referință la îndemâna abonaților online. În prezent sunt editate peste 4000 de noi cărți în fiecare an și editura are angajate în jur de 6000 de persoane.